# Appunti disordinati di viaggio
Appunti disordinati di viaggio è un programma televisivo italiano andato in onda su Telemontecarlo fra il 1989 e il 1994, condotto da Andrea Gris e prodotto da Carlo Briani.

## Il programma
Di stampo turistico, il programma mescolava brevi parentesi informative sui luoghi visitati (narrate in maniera scanzonata dal conduttore) e qualche gag (spesso interpretata dai membri stessi della troupe) a incalzanti sequenze di immagini. Le sequenze erano sempre accompagnate da un sottofondo musicale che spesso richiamava, per provenienza o tema, la regione argomento della puntata.
Tra le numerose mete visitate se ne ricordano alcune degli ultimi anni di programmazione: Australia (4 puntate: Nuovo Galles del Sud, Victoria e Queensland, Far North Queensland, Territorio del Nord - stagione 1992), Bahamas (stagione 1993), Stati Uniti d'America (4 puntate: Coast to coast con puntata finale in California - stagione 1993), Thailandia (stagione 1994).
Nell'ultima stagione, vennero inseriti anche degli spettatori scelti a sorte che viaggiavano assieme alla troupe.
Grazie all'impostazione leggera e divertente, il programma riscosse un buon successo.
Andrea Gris era solito salutare gli spettatori nel modo seguente: «...E se qualcuno dovesse mandarvi a quel paese, non vi preoccupate, perché noi già ci siamo!».
Quando uscì dal palinsesto di Telemontecarlo, la trasmissione passò alla catena televisiva Odeon TV, sulla quale proseguì per poche puntate, prima di terminare definitivamente.

## Sigla
La sigla di coda delle prime stagioni s'intitolava Partire - Televisori Viaggiatori ed era cantata da Enzo Carella, mentre quella delle ultime stagioni era Parti del gruppo musicale reggae Pitura Freska.